# NEWS 테고시 유야의 What A Wonderful Music!
《NEWS 테고시 유야의 What A Wonderful Music!》(NEWS 手越祐也のWhat A Wonderful Music!)은 NEWS의 테고시 유야가 퍼스낼리티를 맡은 FM NACK5의 라디오 프로그램이다. 2005년 4월 4일에 개시해, 2006년 3월 27일에 종료할 때까지, 매주 월요일 밤 11시 30분부터 0시 00분까지 방송되었다.

## 개요
음악 중심의 프로그램으로, 코너 내용도 음악에 관한 것이 많다. 실제로 어쿠스틱 기타에 라이브로 테고시가 노래할 때도 있어, K의 〈Only Human〉이나 스키마스위치의 〈연주〉 등을 피로. 같은 NEWS의 멤버인 마스다 타카히사가 게스트로 출연했을 때에는, 둘의 오리지널 곡 〈계속〉이나 KinKi Kids의 〈Anniversary〉를 피로했다.
그러나, 프로그램 방송 기간 후반부터 프로그램 디렉터와 둘이서 프로그램을 진행해 나갈 기회가 늘어나, 테고시와 디렉터에 의한 라디오 콩트를 하거나 등, 음악에서 빗나간 내용도 방송되었다.

## 코너
- What A Wonderful Story - 리스너의 추억의 곡과 에피소드를 소개하는 코너.
- 테고시미트 뮤직 - 테고시가 추천하는 곡을 소개하거나, 리스너로부터 받은 음악의 의문을 해결하거나, 잘못 들은 곡을 소개하는 코너.
- 필로 송즈 - 테고시의 달달한 말과, 그 내용에 어울리는 곡을 소개하는 코너.
- 테고시 선생의 쾌면 처방전 - 테고시가 선생이 되어 숙면의 비결을 소개.
- More Soul Music - 코너명은 〈망상〉에 걸쳐있다. 테고시의 망상 이야기를 들을 수 있다.
- 테고시 발견전 - 리스너가 발견한 거리에서나 최근의 〈테고시〉를 소개하는 코너.
- 리얼 타임 프레젠트 - 프레젠트 코너. 2005년 12월의 한 달은 〈리얼 타임 프레젠트 Z〉라는 타이틀로 실시하고, 기간 중, 테고시는 말끝에 〈Z〉를 붙여 말했다.
- 후츠오타 - 리스너로부터의 보통 사연을 소개.
- 평등 전사 피프티 피프티 - 전대모노 콩트. 테고시가 정의의 전사 피프티 피프티, 디렉터가 적인 불평등 대마왕을 연기한다. 프로그램 첫머리에 하는 때가 많다.